# Holotrichia occipitalis
Holotrichia occipitalis är en skalbaggsart som beskrevs av Bates 1891. Holotrichia occipitalis ingår i släktet Holotrichia och familjen Melolonthidae. Inga underarter finns listade i Catalogue of Life.